# アンドレイ・ドリギン
アンドレイ・ドリギン(Andrei Drygin、1977年6月12日 - )は、タジキスタンのアルペンスキー選手。ロシアのクラスノヤルスク生まれ。
2002年にソルトレークシティオリンピックに出場し、選手団の旗手を務めた。競技ではアルペンスキーの大回転とスーパー大回転に出場したがどちらも完走することなく終わっている。2006年のトリノオリンピックでは再び選手団の旗手を務め、競技でもアルペンスキーの大回転とスーパー大回転の他ダウンヒルにも出場したが、いずれも予選落ちに終わった。